# Macaca leonina
Macaco-de-cauda-de-porco-do-norte (Macaca leonina) é uma espécie de Macaco do Velho Mundo da subfamília Cercopithecinae. Ocorre em Bangladesh, Camboja, China, Índia, Laos, Birmânia, Tailândia, e Vietnã. Tradicionalmente, era considerado subespécie de Macaca nemestrina. Na Índia, é encontrado ao sul do rio Brahmaputra, no nordeste deste país. Sua distribuição nesse mesmo país se estende desde Assm e Meghalaya até o leste de Aruanchal Pradesh, Nagaland, Manipur, Mizoram e Tripura. Um detalhado estudo sobre sua ecologia e comportamento foi publicado recentemente.

## Galeria

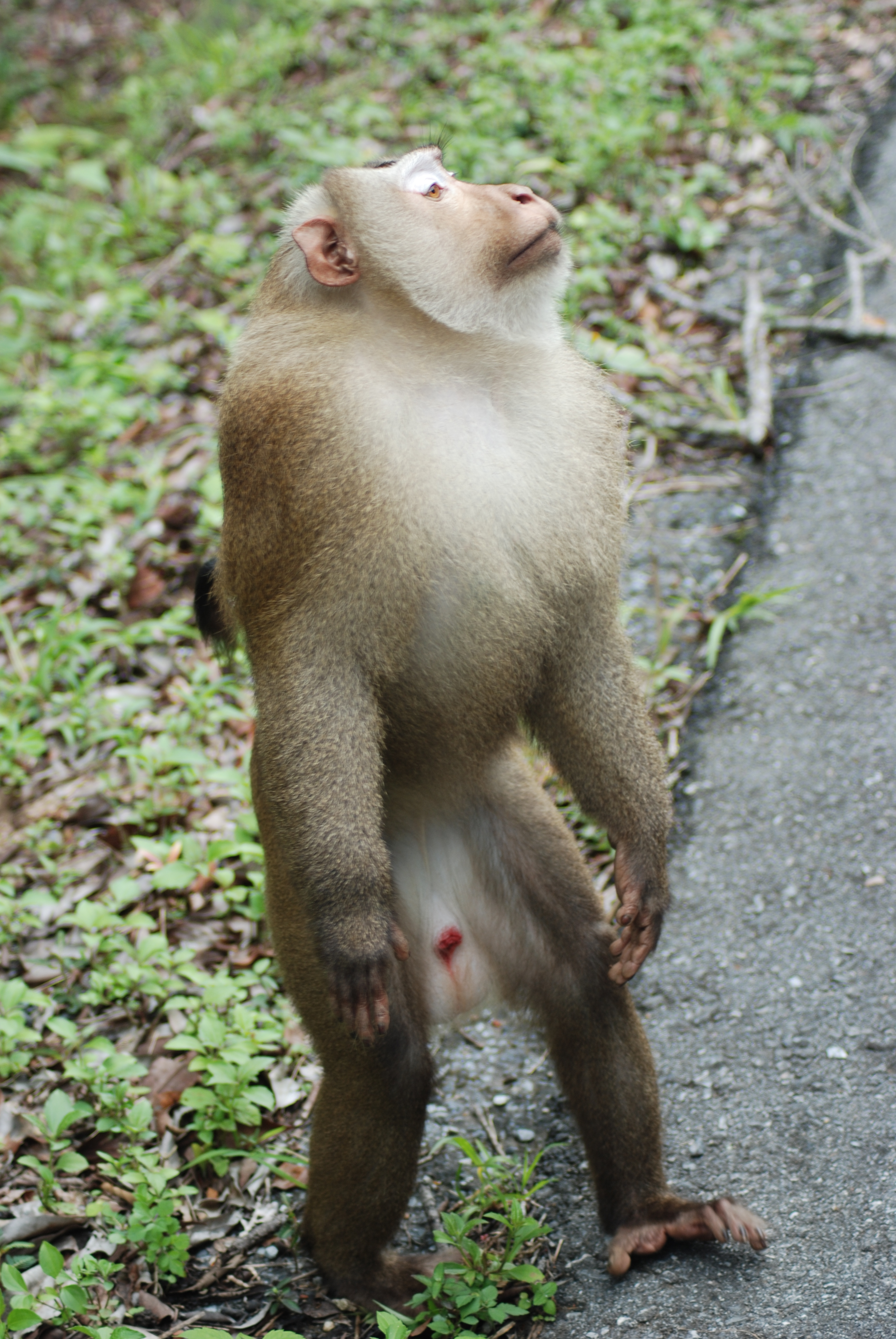
No Parque Nacional Khao Yai
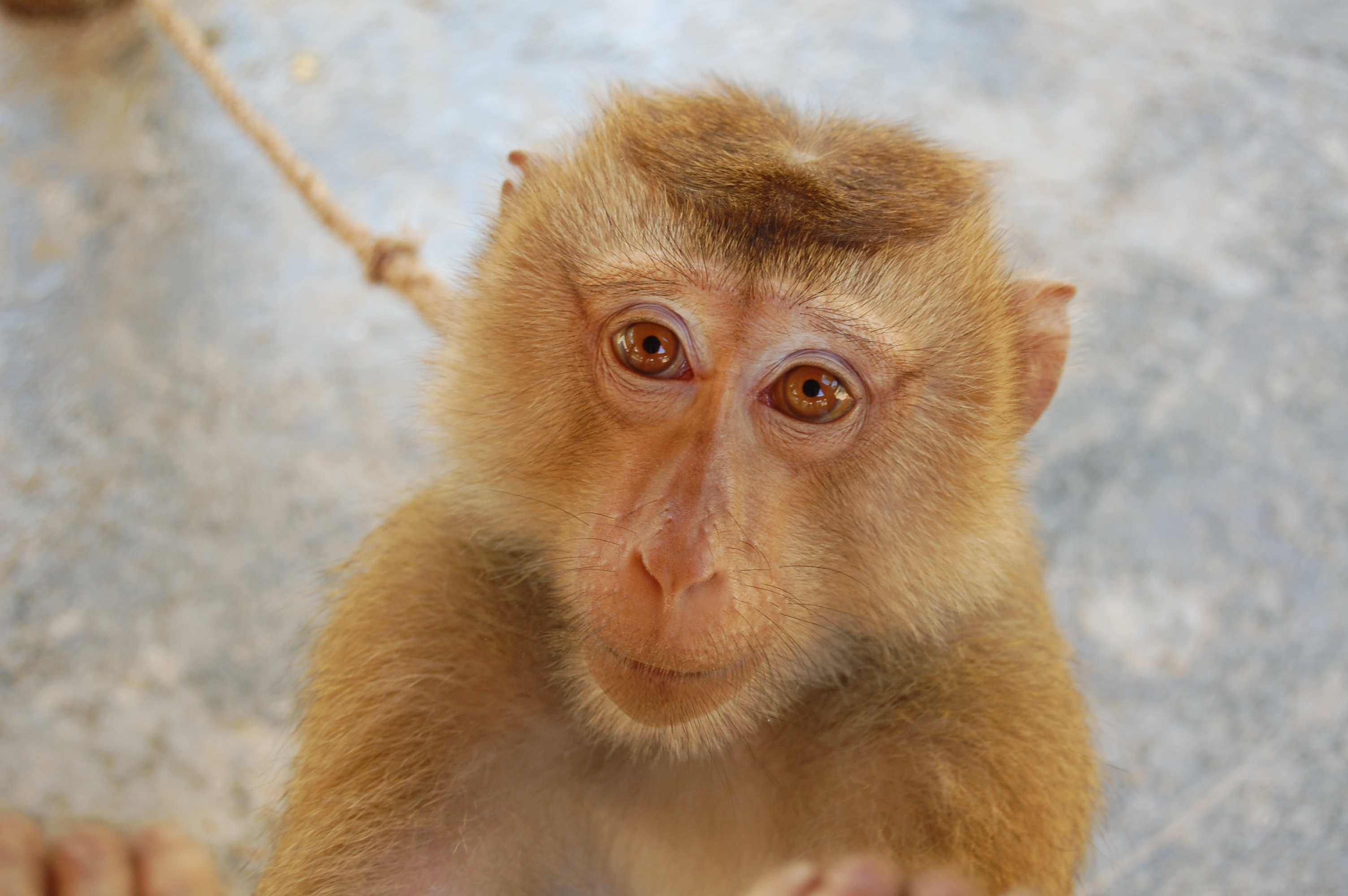
Em Ko Lanta Yai